# Granatiranje Alkhanlija
Granatiranje Alkhanlija, ili Tragedija Alkhanlija (azerbajdžanski: Alxanlı faciəsi) bilo je bombardiranje jedne kuće u selu Alkhanli u azerbejdžanskoj rajon Fizuli od strane Oružanih snaga Armenije s topništvom od 82 mm i 120 mm, 4. srpnja 2017. Kao posljedica granatiranja ubijeni su civili: 51-godišnja azerbejdžanska žena Sahiba Guliyeva i njezina 18-mjesečna unuka Zahra Guliyeva. Osim toga, još jedna žena, 52-godišnja Sarvinaz Guliyeva, teško je ozlijeđena, ali je preživjela incident.

## Reakcije
Obje strane optuživale su jedna drugu za kršenje primirja. Armenski ministar vanjskih poslova Shavarsh Kocharyan ustvrdio je da je Azerbajdžan odgovoran za sve žrtve zbog "kontinuiranih vojnih provokacija protiv Gornjeg Karabaha". Lokalne vlasti u samoproglašenoj Republici Gorski Karabah tvrdile su, da je Azerbajdžan pucao s položaja u blizini stambenih zgrada Alkhanlija. Glasnogovornik azerbejdžanskog ministarstva obrane Vagif Dargahli opovrgnuo je ove tvrdnje i izjavio kako u vrijeme bombardiranja u Alkhanliju nije bilo vojnih stožera ili vatrenih položaja. Azerbejdžanske državne i lokalne vlasti organizirale su 6. srpnja 2017. posjet Alkhanliju stranim vojnim atašeima akreditiranim u Azerbajdžanu i predstavnicima stranih medija. Ministarstvo vanjskih poslova Turske i iranski veleposlanik u Azerbajdžanu, kao i parlamentarci Ujedinjenog Kraljevstva i Rusije, osudili su armensku stranu zbog pokretanja napada na civilno stanovništvo.